# سرگرمی امشب (برنامه تلویزیونی)
سرگرمی امشب یا انترتیمنت تونایت (به انگلیسی :Entertainment Tonight و به اختصار ET) یک خبرنامه تلویزیونی برای سرگرمی است که برای اولین بار است که از طریق پخش تلویزیونی CBS در سراسر ایالات متحده توزیع شده‌است و این برنامه متعلق به خود CBS Interactive است که خبرها و حواشی‌هایی از ستارگان هالیوود، خوانندگان و دیگر مشاهیر را که در ایالت متحده مشغول به کار هستند در تلویزیون مطرح می‌کند.